# أندرسون دي ليما فريتاس
أندرسون دي ليما فريتاس (12 نوفمبر 1979 - ) هو لاعب كرة قدم برازيلي في مركز الوسط. لعب مع باناثينايكوس ونادي أتروميتوس وChalkidona F.C. ‏.

## وصلات خارجية
- أندرسون دي ليما فريتاس على موقع قاعدة بيانات كرة القدم.إي يو (الإنجليزية)